# Thrinchus desertus
Thrinchus desertus är en insektsart som beskrevs av Bei-bienko 1951. Thrinchus desertus ingår i släktet Thrinchus och familjen Pamphagidae. Inga underarter finns listade i Catalogue of Life.